# Championnat de Tanzanie féminin de football 2021-2022
Navigation
Édition précédente Édition suivante
La saison 2021-2022 du championnat de Tanzanie féminin de football est la sixième saison du championnat. Les Simba Queens conservent leur titre.

## Participants
| Nom du club            | Palmarès       |
| ---------------------- | -------------- |
| Alliance Girls         |                |
| Baobab Queens          |                |
| Fountain Gate Princess |                |
| Ilala Queens           |                |
| JKT Queens             | 2 (2018, 2019) |
| Mlandizi Queens        | 1 (2017)       |
| Oysterbay Girls        |                |
| Ruvuma Queens          |                |
| Simba Queens           | 2 (2020, 2021) |
| Tigers Queens          |                |
| TSC Queens             |                |
| Yanga Princess         |                |

## Compétition
Le championnat se déroule en une poule unique dans laquelle chaque équipe affronte les autres deux fois.
| Rang | Équipe                 | Pts | J  | G  | N | P  | Bp | Bc | Diff |
| ---- | ---------------------- | --- | -- | -- | - | -- | -- | -- | ---- |
| 1    | Simba Queens T         | 63  | 22 | 21 | 0 | 1  | 94 | 7  | +87  |
| 2    | Fountain Gate Princess | 54  | 22 | 17 | 3 | 2  | 65 | 18 | +47  |
| 3    | Yanga Princess         | 54  | 22 | 17 | 3 | 2  | 51 | 16 | +35  |
| 4    | Tiger Queens           | 42  | 22 | 12 | 6 | 4  | 40 | 23 | +17  |
| 5    | Baobab Queens          | 32  | 22 | 10 | 2 | 10 | 52 | 35 | +17  |
| 6    | Alliance Girls         | 32  | 22 | 9  | 5 | 8  | 28 | 27 | +1   |
| 7    | JKT Queens             | 24  | 22 | 6  | 6 | 10 | 40 | 46 | -6   |
| 8    | Ruvuma Queens          | 20  | 22 | 6  | 2 | 14 | 24 | 60 | -36  |
| 9    | Mlandizi Queens        | 19  | 22 | 5  | 4 | 13 | 26 | 45 | -19  |
| 10   | Ilala Queens           | 15  | 22 | 4  | 3 | 15 | 21 | 58 | -37  |
| 11   | Oysterbay Queens       | 15  | 22 | 4  | 3 | 15 | 21 | 62 | -41  |
| 12   | TSC Queens             | 7   | 22 | 2  | 1 | 19 | 8  | 73 | -65  |